# Vladimír
A Vladimír szláv eredetű  magyar férfinév. Elemeinek jelentése: hatalom és nagy. A -mir végű szláv nevekhez csak később hasonult, eredeti alakja Vladimer volt.

## Rokon nevek
- Ladomér:[1] a Vladimír régi magyar formája, egyes vélemények szerint viszont a török eredetű Ladomer névre vezethető vissza, bolgár közvetítéssel.

## Gyakorisága
Az 1990-es években a Vladimír és a Ladomér egyaránt szórványos név, a 2000-es években nem szerepelnek a 100 leggyakoribb férfinév között.

## Névnapok
Vladimír, Ladomér
- július 15.,[2][5]
- november 15.[2][5]

## Híres Vladimírok, Ladomérek
- Farkas Vladimir ÁVH-s vallatótiszt, Farkas Mihály fia
- Koman Vladimir magyar labdarúgó
- Vlagyimir Iljics Lenin szovjet politikus
- Vladimir Oravsky svéd író és rendező
- Vladimir Voronin moldvai politikus, államfő
- Vlagyimir Putyin orosz politikus, államfő
- Vlagyimir Komarov szovjet-orosz űrhajós, berepülőpilóta, mérnök, tudós
- Vladimír Mečiar szlovák politikus
- Vladimir Prelog horvát vegyész
- Vladimír Mišík cseh énekes és gitáros
- Vlado Kalember énekes
- Lodomér (esztergomi érsek)